# البروتستانتية في اليمن

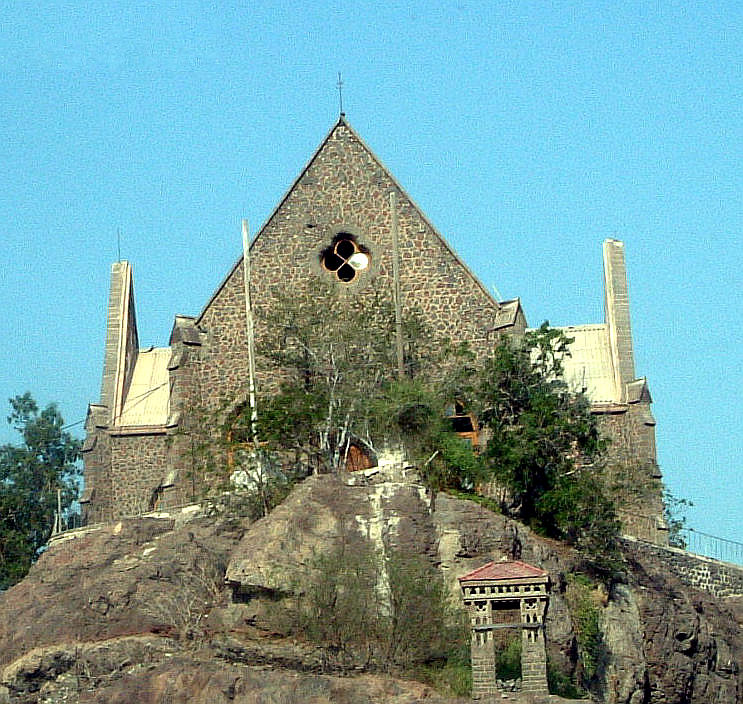

البروتستانت يشكلون أقل من 1% من سكان اليمن. وتتبع الطائفة المعمدانية الأمريكية مستشفى في جبلة. الكنيسة الأنجليكانية تدير عيادتين خيريتين في عدن. العلاقات بين المسيحيين والمسلمين مكفولة حسب الحرية الدينية.